# Corsica Ferries – Sardinia Ferries
Corsica Ferries – Sardinia Ferries ist eine private französische Reederei mit Sitz in Bastia (Hauptverwaltung) sowie Savona-Vado Ligure (Verkaufsleitung, Personal und Technik). Die Marke Corsica Ferries – Sardinia Ferries befindet sich in Besitz der beiden Gesellschaften Corsica Ferries France SAS (Frankreich) und Forship Spa (Italien), die zum Familienbesitz des Korsen Pascal Lota zählen. Pascal Lota ist im Januar 2016 im Alter von 83 Jahren verstorben.
Corsica Ferries betreibt regelmäßige Verbindungen zwischen Korsika einerseits und dem italienischen und französischen Festland andererseits, Sardinia Ferries steuert von Festlanditalien aus Sardinien an. Auf allen Strecken werden Autofähren eingesetzt, die man an ihrem charakteristischen gelben Rumpf erkennt. Der Hauptsitz der Reederei ist Bastia, die Schiffe fahren jedoch alle unter italienischer Flagge (in früheren Jahren auch unter panamesischer Flagge). Auch das Personal auf den Schiffen ist zum Großteil italienischstämmig. Das Unternehmen beschäftigt derzeit 1.700 Mitarbeiter, davon knapp 200 auf Korsika.
Corsica Ferries - Sardinia Ferries transportierte im Jahr 2017 knapp 2,8 Millionen Passagiere zwischen Korsika und dem Festland, was einem Marktanteil von 68,7 Prozent entspricht. Somit ist die Gesellschaft Marktführer im Korsika-Fährverkehr. Insgesamt wurden 2017 3,8 Millionen Passagiere sowie über 1,3 Millionen PKWs und LKWs Transportiert. Die meisten Passagiere kommen aus Frankreich gefolgt von Italien, Deutschland und der Schweiz. 2024 wurden wiederum 3,5 Millionen Passagiere befördert.

## Geschichte
1968 von dem Korsen Pascal Lota in Bastia unter dem Namen „Corsica Line“ gegründet, steuerte die Reederei Korsika zunächst ausschließlich von Italien aus an. 1973 benannte sich die Gesellschaft mit einer Flottenstärke von zu diesem Zeitpunkt drei Schiffen in Corsica Ferries um. In den 1970er-Jahren testete man eine Vielzahl von Linien, unter anderem von San Remo, Imperia, Savona, Genua, La Spezia und Livorno aus in Richtung Bastia, Calvi und L’Ile Rousse. 1981 wurde die Schwestergesellschaft Sardinia Ferries durch den Kauf der italienischen Gesellschaft TTE gegründet. Sardinia Ferries verband am Anfang nur die Route Livorno–Olbia mit dem Schiff Sardinia Nova. 1982 entschied die Reederei, den Hafen von Genua aus Kostengründen zu verlassen, kehrte jedoch von 1989 bis 1997 noch einmal zurück.
Zwischen 1995 und 1997 betrieb die Gesellschaft unter dem Namen Elba Ferries kurzzeitig auch eine Verbindung zwischen Piombino und Portoferraio, welche jedoch bald aufgrund des harten Wettbewerbs auf dieser Route wieder eingestellt wurde. Ab 2013 wurde Elba als Teil der Route Piombino–Portoferraio–Bastia wieder bedient.
Mit der Liberalisierung des europäischen Schiffsverkehrs im Jahre 1996 wurde mit Nizza–Korsika erstmals eine Linie von Frankreich nach Korsika eröffnet, welche mit den neuen Hochgeschwindigkeitsfähren Corsica Express II und Corsica Express III bedient wurde. Damit stellte sich Corsica Ferries dem direkten Wettbewerb mit der französischen SNCM, die ebenfalls ab 1996 von Nizza aus zwei neue NGVs (Navires à Grande Vitesse, Hochgeschwindigkeitsschiffe) einsetzte. Später kam auf den Sardinien-Strecken eine baugleiche dritte Schnellfähre namens Sardinia Express zum Einsatz.
Mit dem Sommerfahrplan 1998 wurden alle Verbindungen von Genua aus endgültig eingestellt und durch solche vom nahegelegenen Savona ersetzt, für dessen Hafen Corsica Ferries eine Konzession für 23 Jahre erhielt.
In den darauf folgenden Jahren verbuchte die Reederei auf ihren Korsika-Strecken wachsende Gewinne und gab schließlich die beiden Express-Cruise-Fähren Mega Express I und Mega Express II in Auftrag, welche in Livorno gebaut wurden und seit Frühling 2001 auf den Strecken zwischen Frankreich und Korsika zum Einsatz kommen. Zuvor hatte man stets auf das Konzept gesetzt, Schiffe günstig aus zweiter Hand einzukaufen. Die beiden Mega-Express-Fähren waren die ersten Neubauten für Corsica Ferries & Sardinia Ferries seit den drei Hochgeschwindigkeitsfähren 1996.
2002 verzeichnete das Unternehmen die Rekordzahl von 1,6 Millionen Passagieren auf den Korsikastrecken und überholte damit den langjährigen Marktführer SNCM (1,2 Millionen Passagiere).
2004 wurde die Flotte um das Schiff Mega Express III erweitert. Bereits ein Jahr später wurden erneut Rekordzahlen im Personentransport verzeichnet, 2,85 Millionen Passagiere insgesamt, wovon knapp zwei Millionen auf die Korsikastrecken entfielen. Für die Saison 2007 wurde die Flotte nochmals um die beiden Schiffe Mega Express IV und Mega Express V erweitert, wiederum beide aus zweiter Hand gekauft. Sie sollten langfristig zwei der drei Corsica-Express-Fähren ersetzen. Damit tat es Corsica Ferries & Sardinia Ferries der SNCM gleich, die ihrerseits in der Vergangenheit ihre drei Hochgeschwindigkeitsfähren verkauft hatte. Begünstigt wurde die Marktführerschaft durch niedrige Tarife; Kosten wurden unter anderem durch Abwicklung der Buchungen via Internet, Nutzung günstiger kleinerer Häfen und eine reduzierte Personalstärke auf den Schiffen eingespart. Corsica Ferries – Sardinia Ferries ermittelt seine Preise durch Ertragsmanagement, die Tarife wechseln je nach Auslastung der jeweiligen Fähre.
Die Sardinia Express wurde 2012 an eine koreanische Reederei, die Corsica Express Seconda an eine griechische Fährgesellschaft verkauft. Das verbleibende Hochgeschwindigkeitsschiff Corsica Express III kommt aufgrund seines hohen Treibstoffverbrauchs nur noch auf kurzen Strecken zum Einsatz (Piombino–Portoferraio, unregelmäßig nach Bastia).

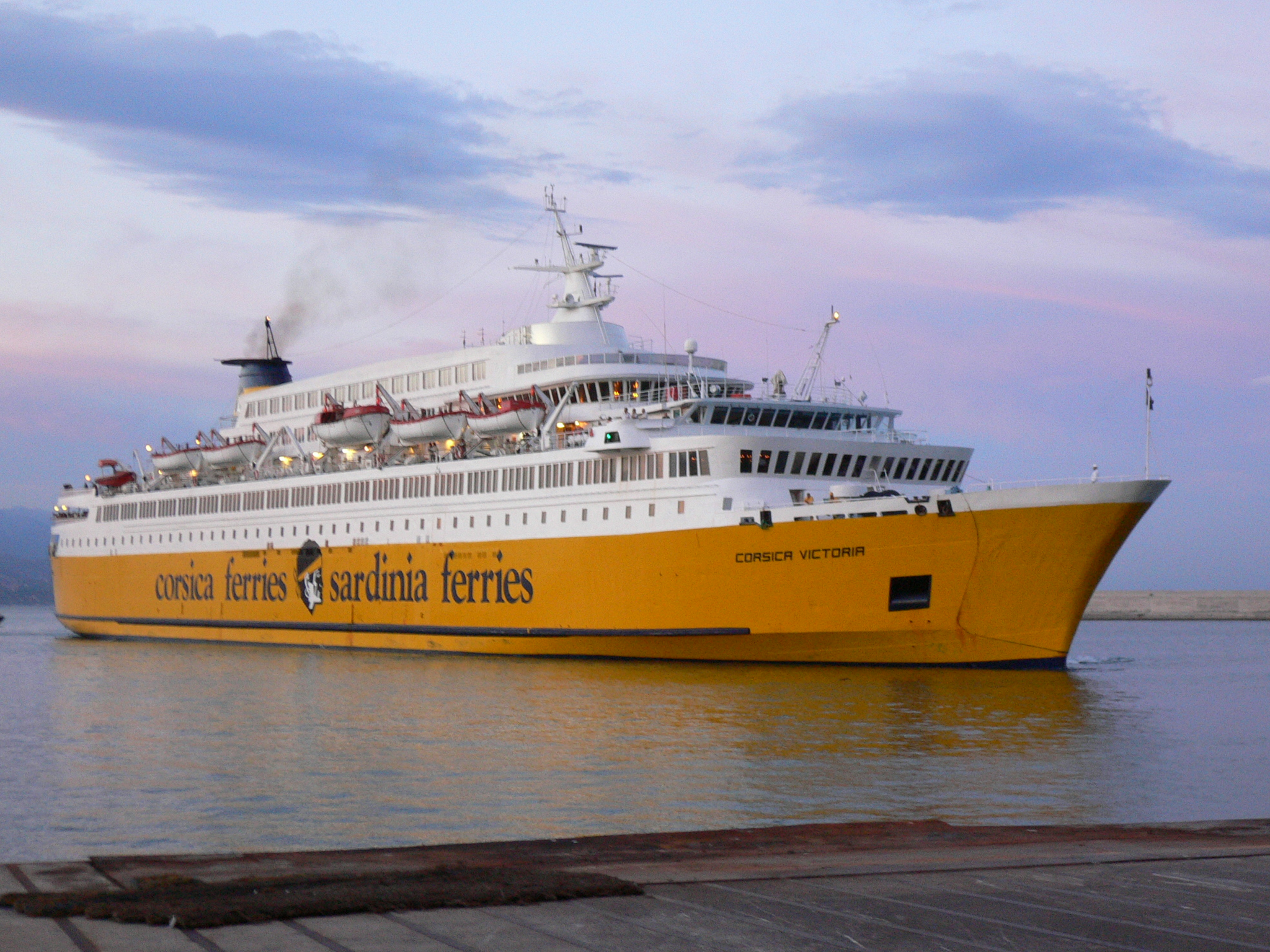
Die Corsica Victoria im Hafen von Savona

Im Mai 2021 kaufte Corsica Ferries – Sardinia Ferries die Mariella von der finnischen Viking Line, welche als Mega Regina die Sardinia Regina ersetzte, die ihrerseits im Oktober 2021 nach Libyen verkauft wurde. Im August 2022 kaufte Corsica Ferries – Sardina Ferries die Fähre Amorella ebenfalls von Viking Line. Die Fähre ersetzt seit der Saison 2023 unter dem Namen Mega Victoria die Corsica Victoria, welche im Februar 2023 an Flipper Lines verkauft wurde. Zusätzlich kaufte das Unternehmen im Januar 2023 die Rosa Dei Venti von der Gruppo Grendi und vercharterte sie an eben dieses Unternehmen für fünf weitere Jahre. Anfang 2024 wurde zudem noch die Sardinia Vera zum Abbruch verkauft.
Am 8. Januar 2025 wurde bekanntgegeben, dass die Marke Elba Ferries, welche die Route Piombino–Portoferraio–Bastia mit dem Schiff Corsica Express Three bedient, an Blu Navy verkauft wurde. Corsica Ferries – Sardinia Ferries will sich in Zukunft auf die drei Destinationen Korsika, Sardinien und die Balearen und neue Produkte wie Mini-Kreuzfahrten fokussieren. Elba Ferries bestand von 2012 bis 2024 und beförderte innerhalb dieser Jahre über 2,6 Millionen Passagiere und mehr als 830.000 Autos.

## Die Flotte
| Schiff             | Schiffstyp   | Baujahr | Im Dienst bei Corsica Ferries | Vermessung | Passagiere | Spurmeter | Geschwindigkeit in Knoten | Route | Flagge  | Bild |
| ------------------ | ------------ | ------- | ----------------------------- | ---------- | ---------- | --------- | ------------------------- | ----- | ------- | ---- |
| Pascal Lota        | Schnellfähre | 2008    | seit 2017                     | 36.299 BRZ | 2.080      | 1.930     | 27                        |       | Italien |      |
| Mega Express       | Schnellfähre | 2001    | seit 2001                     | 26.024 BRZ | 1.800      | 790       | 28                        |       | Italien |      |
| Mega Express Two   | Schnellfähre | 2001    | seit 2001                     | 26.024 BRZ | 1.880      | 790       | 28                        |       | Italien |      |
| Mega Express Three | Schnellfähre | 2001    | seit 2004                     | 26.637 BRZ | 2.100      | 1.916     | 28,5                      |       | Italien |      |
| Mega Express Four  | Schnellfähre | 1995    | seit 2006                     | 25.710 BRZ | 1.965      | 1.400     | 27,9                      |       | Italien |      |
| Mega Express Five  | Schnellfähre | 1993    | seit 2009                     | 28.338 BRZ | 1.800      | 1.400     | 26,2                      |       | Italien |      |
| Mega Andrea        | Fähre        | 1986    | seit 2015                     | 34.419 BRZ | 1.886      | 850       | 22                        |       | Italien |      |
| Mega Smeralda      | Fähre        | 1985    | seit 2008                     | 34.694 BRZ | 2.000      | 850       | 22                        |       | Italien |      |
| Mega Regina        | Fähre        | 1985    | seit 2021                     | 37.864 BRZ | 2.447      | 1.115     | 22                        |       | Italien |      |
| Mega Victoria      | Fähre        | 1988    | seit 2022                     | 34.392 BRZ | 2.420      | 970       | 21.5                      |       | Italien |      |

## Das Routennetz

### Italien – Korsika
- von Savona nach Bastia (saisonal auch L’Ile Rousse)
- von Livorno nach Bastia (sogenannter Corsica-Shuttle)
- von Piombino nach Bastia (saisonal mit Schnellfähre, Zwischenstopp auf Elba) Nicht mehr im Betrieb seit Verkauf der Fähren Corsica Marina seconda und Corsica express 3 2024.

### Frankreich – Korsika
- von Nizza nach Bastia, L’Ile Rousse, Ajaccio, Porto-Vecchio
- von Toulon nach Bastia, L’Ile Rousse, Ajaccio

### Italien – Sardinien
- von Livorno nach Golfo Aranci (13 km von Olbia)

### Elba
Seit 2025 ist keine Route nach Elba mehr im Betrieb.

### Frankreich – Mallorca
- von Toulon nach Alcúdia (seit April 2018)

### Frankreich – Menorca
- von Toulon nach Ciutadella

### Frankreich – Sizilien
- von Nizza nach Trapani (Derzeit nicht in Betrieb)

Des Weiteren vermarktet Corsica Ferries – Sardinia Ferries auch die Strecke Bonifacio (Korsika) – Santa Teresa di Gallura (Sardinien), die jedoch nicht mit eigenen Schiffen betrieben wird.

## Trivia
- Läuft eine Fähre der Flotte in einen Hafen ein oder aus, ertönt über die Lautsprecher die Ouvertüre der Oper La gazza ladra (dt. Die diebische Elster) von Gioachino Rossini.
- Einige Fähren haben eine bordeigene GSM-Abdeckung über den Telekommunikations-Provider MCP[19] von Telenor, die Mobilfunkgespräche und Internetverbindung auf offener See erlauben.